# Jathika Hela Urumaya
Jathika Hela Urumaya (JHU) singalesiskt nationalistparti i Sri Lanka vilket leds av buddhistmunkar.
Partiet bildades i februari 2004 av nationalistpartiet Sihala Urumaya, och har sedan dess gjort sig känt för det mest hårdföra motståndet mot den tamilska gerillan LTTE. JHU är motståndare till fredsförhandlingar med LTTE, och liknar gerillan vid fascister och nazister. JHU fick 9 platser (av 225) i parlamentsvalet 2004.
Tillsammans med marxistpartiet JVP kräver JHU en mer kompromisslös hållning mot LTTE. Partiet har en stark buddhistisk profil, och det har fått stor uppmärksamhet för sitt förslag om att lagstifta mot "oetiska" konversioner.
JHU:s kritiker anser att det företräder en extrem singalesisk nationalism, och motarbetar de etniska och religiösa minoriteternas rättigheter i Sri Lanka.